# The Active Life of Dolly of the Dailies
The Active Life of Dolly of the Dailies è un serial muto del 1914 diretto da Walter Edwin.

## Trama

### Gli episodi
- 1. The Perfect Truth (31 gennaio 1914)
- 2. The Ghost of Mother Eve (copyright 6 febbraio 1914)
- 3. An Affair of Dress (copyright 21 febbraio 1914)
- 4. Putting One Over (copyright 7 marzo 1914)
- 5. The Chinese Fan (copyright 21 marzo 1914)
- 6. On The Heights (copyright 4 aprile 1914)
- 7. The End of The Umbrella (copyright 18 aprile 1914)
- 8. A Tight Squeeze (copyright 2 maggio 1914)
- 9. A Terror of The Night (copyright 25 maggio 1914)
- 10. Dolly Plays Detective (copyright 8 giugno 1914)
- 11. Dolly At The Helm (copyright 22 giugno 1914)
- 12. The Last Assignment (copyright 3 luglio 1914)

## Produzione
Il serial fu prodotto dalla Edison Company con il titolo di lavorazione Dolly of the Dailies.

## Distribuzione
Distribuito dalla General Film Company, il serial - in dodici episodi ognuno della lunghezza di una bobina - uscì nelle sale cinematografiche statunitensi il 31 gennaio 1914.
Il quinto episodio, The Chinese Fan è stato distribuito nel 2013 in DVD, compreso in un'antologia dal titolo Lost & Found American Treasures from the New Zealand Film Archive, antologia curata da Scott Simmon della durata complessiva di 198 minuti.

### Conservazione
Nella sua interezza, il serial viene considerato perduto. Parte del film, il quinto episodio, è conservata al New Zealand Film Archive e all'Academy Film Archive (Nuova Zelanda). Copia del decimo episodio si trova al National Film and Television Archive del British Film Institute.